# Een nacht
Een nacht is een hoorspel van Paul Willems. Eine Nacht oder Keine Gefahr mehr für Berto werd op 6 november 1966 door de Süddeutscher Rundfunk uitgezonden. Willy Wielek-Berg vertaalde het en de VARA zond het uit op zaterdag 13 mei 1967. De regisseur was Ad Löbler. Het hoorspel duurde 80 minuten.

## Rolbezetting
- Frans Somers (de verteller)
- Fé Sciarone (z’n vrouw Julia)
- Joke Hagelen (juffrouw Dürmer)
- Hans Veerman (Maurice)
- Wiesje Bouwmeester (mevrouw Blitz)
- Elisabeth Versluys (Monika)
- Hans Karsenbarg (Berto)
- Wam Heskes (z’n vader)

## Inhoud
Een man, de verteller, is nu 42 jaar en werkt al 15 jaar in een bank. Zijn huwelijk met Julia en zijn hele leven is een sleur geworden en plotseling neemt hij ontslag bij Maurice, z'n werkgever. Hij gaat zijn vroegere stamcafé binnen, waar hij een ontmoeting heeft die een diepe indruk op hem maakt...